# Kevin McCarthy (skådespelare)
Kevin McCarthy, född 15 februari 1914 i Seattle i Washington, död 11 september 2010 i Hyannis i Massachusetts, var en amerikansk TV- och filmskådespelare. Han är framförallt känd för sin roll som Dr. Miles Bennell i science fiction-filmen Världsrymden anfaller från 1956.